# Extract
Extract er en amerikansk komediefilm fra 2009 skrevet og instrueret af Mike Judge. I hovedrollerne ses Jason Bateman, Mila Kunis, Kristen Wiig, Dustin Milligan, J. K. Simmons og Ben Affleck.  

## Rolleliste
- Jason Bateman som Joel Reynolds
- Mila Kunis som Cindy
- Kristen Wiig som Suzie Reynolds
- Ben Affleck som Dean
- J. K. Simmons som Brian
- Clifton Collins, Jr. som Don "Step" Wilkinson
- Dustin Milligan som Brad Chávez
- David Koechner som Nathan
- Beth Grant som Mary
- T. J. Miller som Rory
- Javier Gutiérrez som Hector
- Lidia Porto som Gabriella
- Gene Simmons som Joe Adler
- Matt Schulze som Willie
- Lamberto Gutierrez som Victor
- Brent Briscoe som Phil
- Hal Sparks som Guitar Salesman #1
- Nick Thune som Guitar Salesman #2
- Tom Virtue som Guitar Customer
- Christopher Rocha som Pawn Shop Guy
- Jenny O'Hara som Joel's Secretary
- Matthew Williams som Band Member
- Gary Cole (ikke på rulleteksterne) som Bar Patron
- Mike Judge (ikke på rulleteksterne) som Jim
- Briston Meeney (ikke på rulleteksterne) som Bar Patron
- Shawna Reina (ikke på rulleteksterne) som Lawyer

## Soundtrack
- "She's All I Got" – Johnny Paycheck
- "Apurate"
- "Hoogie Boogie" – John Lee Hooker
- "I Thank You" – ZZ Top
- "Wundercrotchen" – Matthew Strachan (aka Klaus Harmony)
- "The Lunatic Fringe" – Delphian (Formerly Yggdrsomil) (Sangen Rory's band God's Cock optræder med)
- "(I Got the) Same Old Blues" – Lynyrd Skynyrd
- "Wrapped" – Bruce Robison
- "Who Were You Thinkin' of" – Texsom Tornados
- "Rainy Day Woman" – Waylon Jennings

## Produktion
Optagelserne begyndte 25. august, 2008 i Los Angeles.